# Самосадочные озёра

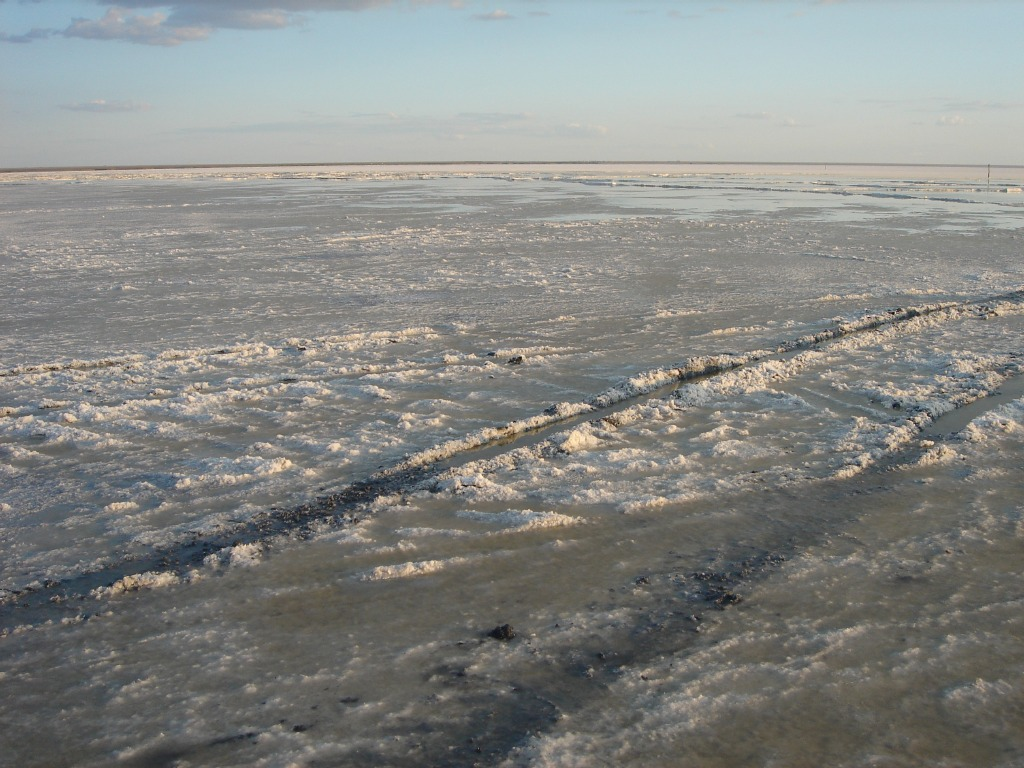
Самосадочное озеро Эльтон

Самосадочные озёра — озёра, концентрация солей в которых настолько велика, что возможна их кристаллизация и выпадение в осадок на дно.
Вода в таких озёрах именуется рапой.
Садка солей происходит почти круглогодично: летом из-за интенсивного испарения воды и увеличения концентрации солей, зимой из-за уменьшения растворимости солей при низких температурах.